# Bromargirite
La bromargirite è un minerale appartenente al gruppo della clorargirite.
Una varietà del minerale composta con cloruro, bromuro e ioduro d'argento viene detta iodobromite

## Abito cristallino
In croste o in cristalli cubici o cubo-ottaedrici.

## Origine e giacitura
Al cappello dei giacimenti d'argento

## Forma in cui si presenta in natura
In croste o cristalli.

## Luoghi di ritrovamento
A Broken Hill nel Nuovo Galles del Sud (Australia) e a Dernbach (Germania).

## Proprietà chimiche
Insolubile negli acidi. Fotosensibile.